# Doctor Juan Manuel Frutos (Paraguay)
Doctor Juan Manuel Frutos, conocido también como Pastoreo, es una ciudad y municipio ubicado en el departamento de Caaguazú, en Paraguay; a 200km de distancia de la ciudad de Asunción, sobre la ruta PY02.

## Historia
La iniciativa de explorar la zona del actual municipio empezó con el presidente Carlos Antonio López, quien impartió las directivas necesarias al entonces juez de paz de Caaguazú, Carlos Alderete, quien informa al presidente López en junio de 1858, la compostura del camino de Ybyraunguá con distancia de cinco leguas de la capilla de la Inmaculada Concepción en la vecina ciudad de Caaguazú, perteneciente al beneficio que se ha habilitado por cuenta del estado, hasta Pastoreo.
Los primeros pobladores de la zona fueron las familias Gauto, Barreto, Alderete, López, Madsen y otros varios oriundos de Guairá. En 1854, estos colonos se instalaron a orillas del arroyo Pastoreo para trabajar en la explotación tanto de yerba mate como de madera de sus bosques, con el fin de trasladar sus productos hasta la estación de ferrocarril de la ciudad de Villarrica. 
El asentamiento fue elevado como municipio el 16 de marzo de 1966 por el Congreso Nacional con el nombre en honor al 36º presidente de Paraguay, Juan Manuel Frutos.

## Geografía
- Al norte:  Arroyo Yuquyry, hasta la desembocadura del Río Iguazú, límite con el municipio de Tres de febrero
- Al sur: Río Guyraunguá, hasta la confluencia con el arroyo Hú, hasta la desembocadura del río Cambay.-
- Al este: El arroyo Yhú hasta la ruta n.º 2; hasta el arroyo Yacú y éste su desembocadura en el arroyo Yuquyry, que lo separa del distrito de J. Eulogio Estigarribia
- Al oeste: Ruta PY02 y río Guyraunguá, límite con Caaguazú.

## Educación
Dr. Juan Manuel Frutos cuenta con 33 compañías, 9 colegios nacionales, 13 centros de alfa y un total de 4304 alumnos pertenecientes a la educación escolar básica, 437 a la educación inicial y 738 a la educación media, con una población de 18 694 habitantes.

## Infraestructura
Dispensario y Farmacia de las Hermanas Siervas de Jesús de la Caridad
En la misma dirección sobre Mariscal López y Barbará Barreto funciona el comedor para niños trabajadores de la calle, de las Hermanas siervas de Jesús. También  en la  misma funciona una farmacia y un dispensario de atención médica para las personas más necesitadas.
Iglesia Sagrado Corazón de Jesús
Funciona la Iglesia Católica, que cuenta con la mayoría de feligreses, además de otras iglesias de otras sectas religiosas.
Centro de Salud Materno Infantil Corazón de Jesús
Remozado Centro de Salud con médico de Guardia las 24 horas, se realizan operaciones menores, asistencia a las parturientas y servicios de primeros auxilios totalmente gratis.
Hermanos Franciscanos Capuchinos
Cuenta con un Convento custodiado por los Hermanos Capuchinos, es una casa de formación de la orden religiosa donde los jóvenes viven su experiencia vocacional en preparación para la consagración.
Clubes
En la comunidad también se cuenta con entidades sociales, culturales y deportivas, cabe destacar los clubes, Nueva Estrella, Sportivo Pastoreo, 29 de septiembre, Sol de América, Juventud Independiente, Santa Rosa, 20 de julio, Mariscal López, 3 de febrero, deportivo norteño y cerro porteño afiliados a la Liga Deportiva de Pastoreo.
Desde el 2022 cuenta con un equipo en la Segunda División del fútbol paraguayo denominado Pastoreo Fútbol Club.